# Geografia da Dinamarca
A Dinamarca é um país escandinavo  localizado no norte da Europa, que consiste da península da Jutlândia (Jylland) e de 405 ilhas com nome, das quais 82 são habitadas, e entre as quais as mais importantes são a Fiônia e a Zelândia (Sjælland). A ilha de Bornholm localiza-se um pouco para leste do resto do país, no mar Báltico. Muitas das ilhas estão ligadas por pontes. A ponte do Øresund liga a Zelândia à Suécia e a ponte do Grande Belt liga Fyn à Zelândia.
Sua geografia é caracterizada por uma topografia relativamente plana, com colinas suaves e baixas elevações (os pontos mais elevados são o Ejer Baunehøj e o Yding Skovhøj, ambos com cerca de 173 metros de altitude. O clima é temperado, com invernos suaves e verões frescos. As cidades principais são a capital, Copenhaga (na Zelândia), Aarhus (na Jutlândia) e Odense (na Fiônia).
Além da parte europeia, a Dinamarca inclui a Gronelândia e vários arquipélagos no Atlântico Norte.
Pertencem à Dinamarca as regiões autónomas das Ilhas Faroé e da Groenlândia.

## Localização Geográfica
A Dinamarca está situada na região norte da Europa, fazendo fronteira com o Mar do Norte ao oeste e o Mar Báltico ao leste. Faz fronteira terrestre com a Alemanha ao sul, conectada pela ponte Storebælt e pela ponte Øresund.

## Península da Jutlândia
A parte continental da Dinamarca é a península da Jutlândia, que se estende para o norte da Alemanha. É caracterizada por uma paisagem predominantemente plana, com colinas suaves e planícies férteis. As áreas costeiras da península são pontilhadas por fiordes, enseadas e praias.

## Ilhas Dinamarquesas
A Dinamarca possui mais de 400 ilhas, das quais as maiores são a Zelândia (Sjælland), Funen (Fyn) e a ilha de Lolland. Muitas dessas ilhas são planas e baixas, com uma paisagem dominada por campos agrícolas e áreas urbanas.

## Topografia e Relevo
A topografia da Dinamarca é predominantemente plana, com poucas áreas montanhosas. As áreas costeiras são marcadas por dunas de areia, falésias calcárias e extensas planícies de inundação. A elevação mais alta do país é o Møllehøj, com apenas 170,86 metros acima do nível do mar.

## Recursos Hídricos
A Dinamarca é conhecida por sua rica rede de rios e lagos, que desempenham um papel importante na paisagem e na vida cotidiana. O país tem uma série de pequenos rios e riachos, sendo o Gudenå o mais longo. Os lagos, embora pequenos em comparação com os de outros países, são abundantes e muitas vezes cênicos.

## Clima
A Dinamarca possui um clima temperado, influenciado pela proximidade com o oceano. Os invernos são suaves e os verões são frescos, com temperaturas médias variando de acordo com a estação. As chuvas são distribuídas ao longo do ano, com uma maior incidência durante os meses de inverno.

## Uso da Terra
Grande parte da terra na Dinamarca é dedicada à agricultura, com cultivos como cevada, trigo, beterraba e batata. As áreas urbanas concentram-se principalmente nas ilhas mais densamente povoadas, como Zelândia e Funen. A geografia diversificada da Dinamarca, que combina áreas costeiras pitorescas, campos férteis e uma topografia plana, contribui para a singularidade e beleza do país.